# Étiennette de Bourgogne
Étiennette de Bourgogne (morte après 1088) est une comtesse de Bourgogne par son mariage avec le comte Guillaume Ier de Bourgogne.

## Mariage et enfants
Mariée à Guillaume Ier de Bourgogne, elle donne naissance à :
- Octavien (mort en 1128), moine à Pavie, en Lombardie et évêque de Savone, saint catholique ;
- Eudes, dont le père fait une donation à la cathédrale de Besançon en 1087 pour le repos de son âme ;
- Renaud II (mort en 1097 en croisade), comte de Bourgogne ;
- Guillaume[2] ;
- Ermentrude mariée en 1065 à Thierry Ier, comte de Montbéliard, d'Altkirch et de Ferrette ;
- Guy administrateur de l'Archevêché de Besançon puis élu 160e pape en 1119 sous le nom de Calixte II ;
- Étienne Ier (mort en 1102 à Ascalon) comte de Bourgogne ;
- Sybille de Bourgogne épouse en 1080 Eudes Ier, duc de Bourgogne ;
- Raymond (mort en 1107 en Espagne) marié en 1090 à Urraque Ire, reine de Castille et de Léon ;
- Hugues (mort en 1103), archevêque de Besançon ;
- Gisèle mariée en 1090 à Humbert II, comte de Savoie ;
- Clémence (1078-1129) mariée en 1092 à Robert II, comte de Flandre, puis vers 1125 à Godefroid Ier, duc de Brabant ;
- Étiennette, épouse de Lambert François, de Valence seigneur de Royans ;
- Berthe (morte en 1097) épouse en 1093 Alphonse VI (1040-1109), roi de Castille et de Léon.

## Une filiation incertaine
Aucun document contemporain ne mentionne ses parents ou ne lui attribue une origine familiale. Depuis le XVIIIe siècle des historiens et des généalogistes ont tenté de combler cette lacune.

### Les certitudes
Avec son mariage, les prénoms de Clémence, Raymond et Guisla (ou Gisèle) apparaissent dans la famille comtale de Bourgogne. Sa fille Clémence est, avec sa contemporaine Clémence d'Aquitaine, femme de Conrad de Luxembourg, la première noble à porter ce prénom en dehors du cercle pyrénéen.
Rodrigue de Tolède mentionne dans ses Chroniques que le comte de Portugal Henri, issu de la maison ducale de Bourgogne est un congermanus (=cousin germain ou à la rigueur cousin issu de germain) de Raymond, fils de Guillaume et d'Étiennette, de la maison comtale de Bourgogne. Un des frères d'Henri, le duc Eudes Ier Borrell porte le même second prénom que plusieurs comtes de Barcelone : Raymond Borrell, Borrell II. L'origine de Sibylle, la mère d'Eudes et Henri, est également non mentionnées par les documents contemporains.
Son épitaphe mentionne le titre de comtesse des Allobroges qui a été le sujet de plusieurs débats. Les Allobroges étant un peuple celte vivant autour de Vienne, certains historiens ont tenté de la rattacher à la maison comtale de Vienne. En fait il semble que ce terme soit un archaïsme équivalent au titre de comtesse de Bourgogne, qu’elle a obtenu par son mariage.

### L'hypothèse barcelonaise (Père Anselme - 1723)
Argument : le premier à lui proposer une filiation est le Père Anselme (historien et généalogiste français) qui la dit issue du comte Raymond II de Barcelone, et de Sancie de Navarre, mais sans justifier cette affirmation.
| Raymond II († 1035) comte de Barcelone | Raymond II († 1035) comte de Barcelone | Raymond II († 1035) comte de Barcelone | Raymond II († 1035) comte de Barcelone | Raymond II († 1035) comte de Barcelone | Raymond II († 1035) comte de Barcelone |            |            | Sancie de Navarre († 1026) | Sancie de Navarre († 1026) | Sancie de Navarre († 1026) | Sancie de Navarre († 1026) | Sancie de Navarre († 1026)                | Sancie de Navarre († 1026)                |                                           |                                           |                                           |                                           |  |  |
| Raymond II († 1035) comte de Barcelone | Raymond II († 1035) comte de Barcelone | Raymond II († 1035) comte de Barcelone | Raymond II († 1035) comte de Barcelone | Raymond II († 1035) comte de Barcelone | Raymond II († 1035) comte de Barcelone |            |            | Sancie de Navarre († 1026) | Sancie de Navarre († 1026) | Sancie de Navarre († 1026) | Sancie de Navarre († 1026) | Sancie de Navarre († 1026)                | Sancie de Navarre († 1026)                |                                           |                                           |                                           |                                           |  |  |
|                                        |                                        |                                        |                                        |                                        |                                        |            |            |                            |                            |                            |                            |                                           |                                           |                                           |                                           |                                           |                                           |  |  |
|                                        |                                        |                                        |                                        | Étiennette                             | Étiennette                             | Étiennette | Étiennette | Étiennette                 | Étiennette                 |                            |                            | Guillaume Ier († 1089) comte de Bourgogne | Guillaume Ier († 1089) comte de Bourgogne | Guillaume Ier († 1089) comte de Bourgogne | Guillaume Ier († 1089) comte de Bourgogne | Guillaume Ier († 1089) comte de Bourgogne | Guillaume Ier († 1089) comte de Bourgogne |  |  |
|                                        |                                        |                                        |                                        | Étiennette                             | Étiennette                             | Étiennette | Étiennette | Étiennette                 | Étiennette                 |                            |                            | Guillaume Ier († 1089) comte de Bourgogne | Guillaume Ier († 1089) comte de Bourgogne | Guillaume Ier († 1089) comte de Bourgogne | Guillaume Ier († 1089) comte de Bourgogne | Guillaume Ier († 1089) comte de Bourgogne | Guillaume Ier († 1089) comte de Bourgogne |  |  |
|                                        |                                        |                                        |                                        |                                        |                                        |            |            |                            |                            |                            |                            |                                           |                                           |                                           |                                           |                                           |                                           |  |  |
|                                        |                                        |                                        |                                        |                                        |                                        |            |            | Raymond                    |                            |                            |                            |                                           |                                           |                                           |                                           |                                           |                                           |  |  |

Critique : malheureusement, le Père Anselme ne donne pas les raisons qui lui ont permis de proposer cette hypothèse. On suppose que c'est la présence du prénom Raymond parmi les enfants de Guillaume et d'Étiennette qui lui a fait formuler cette hypothèse. Mais le Père Anselme, pourtant généralement fiable, n'est pas très bien renseigné : le comte de Barcelone n'est pas Raymond II, mais Bérenger Raymond Ier, il donne Guillaume comme comte de Bourgogne et de Vienne, alors qu'il n'est que comte de Bourgogne et pas de Vienne.

### Une autre hypothèse barcelonaise (Maurice Chaume - 1937)
Argument : Maurice Chaume s'attaque au problème des relations entre la Bourgogne et l'Espagne, ainsi que de la relation de parenté (congermanus) entre Henri de Bourgogne (ducale), comte du Portugal et Raymond de Bourgogne (comtale), prince consort de Castille, qui épousèrent deux sœurs, filles du roi Alphonse VI de Castille.
Il considère que la femme anonyme d'Henri de Bourgogne, mère d'Eudes Ier Borrel, duc de Bourgogne, et d'Henri, comte de Portugal, est une petite-fille de Raymond Borrell (972-1017), comte de Barcelone, et d'Ermesinde de Carcassonne.
Il poursuit sa démonstration en montrant que ces derniers ont une fille du nom d'Étiennette, (qui devient reine de Navarre par son mariage avec Garcia IV de Navarre) ; une nièce de cette Étiennette, Clémence, épouse, avant 1057, Ermengaud III (mort en 1065), comte d'Urgell. Il rapproche alors ces prénoms d'Etiennette de Clémence présent dans la famille de Barcelone à Clémence, fille de Guillaume de Bourgogne et d'Etiennette.
Il conclut alors à la parenté entre Raymond de Bourgogne-Comté, (tige des rois de Castille) avec Henri de Bourgogne-Duché (tige des rois de Portugal) de la façon suivante :
Deux enfants, issus du mariage (c.a. 1000) de Raymond Borrell de Barcelone (972-1017) et de Ermesinde de Carcassonne :
- de l'un d'eux — fils ou fille — serait née Sibille, femme du comte Henri de Bourgogne (1035-1066) et mère du duc de Bourgogne Eudes Ier et du comte Henri de Portugal ;
- de l'autre — une fille, mariée à un comte de Vienne — serait née Étiennette, femme de Guillaume Ier de Bourgogne dit Guillaume le Grand ou Tête-Hardie (1020-1087) et mère du comte Raymond ou Raimond.

Mais Maurice Chaume termine en rappelant que ce ne sont là que des hypothèses et la moindre charte venue de Barcelone, de Carcassonne ou d'Urgel ferait bien mieux l'affaire.
|                                                  |                                                  |                                                  |                                                  |                                                  |                                                  |                                     |                                     |                                            |                                            | Borrell II († 992) comte de Barcelone         | Borrell II († 992) comte de Barcelone         | Borrell II († 992) comte de Barcelone         | Borrell II († 992) comte de Barcelone         | Borrell II († 992) comte de Barcelone         | Borrell II († 992) comte de Barcelone         |                                               |                                               |                          |                          |                            |                            |                            |                            |                            |                            |  |  | Roger le Vieux comte de Carcassonne                    | Roger le Vieux comte de Carcassonne                    | Roger le Vieux comte de Carcassonne                    | Roger le Vieux comte de Carcassonne                    | Roger le Vieux comte de Carcassonne                    | Roger le Vieux comte de Carcassonne                    |  |  |                                       |                                       |                                       |                                       |                                       |                                       |                                      |                                      |                                        |                                        |                                        |                                        |                                        |                                        |  |  |  |  |  |  |  |  |  |  |  |  |  |  |  |  |  |  |  |  |  |  |  |  |  |  |  |  |  |  |  |  |
|                                                  |                                                  |                                                  |                                                  |                                                  |                                                  |                                     |                                     |                                            |                                            | Borrell II († 992) comte de Barcelone         | Borrell II († 992) comte de Barcelone         | Borrell II († 992) comte de Barcelone         | Borrell II († 992) comte de Barcelone         | Borrell II († 992) comte de Barcelone         | Borrell II († 992) comte de Barcelone         |                                               |                                               |                          |                          |                            |                            |                            |                            |                            |                            |  |  | Roger le Vieux comte de Carcassonne                    | Roger le Vieux comte de Carcassonne                    | Roger le Vieux comte de Carcassonne                    | Roger le Vieux comte de Carcassonne                    | Roger le Vieux comte de Carcassonne                    | Roger le Vieux comte de Carcassonne                    |  |  |                                       |                                       |                                       |                                       |                                       |                                       |                                      |                                      |                                        |                                        |                                        |                                        |                                        |                                        |  |  |  |  |  |  |  |  |  |  |  |  |  |  |  |  |  |  |  |  |  |  |  |  |  |  |  |  |  |  |  |  |
|                                                  |                                                  |                                                  |                                                  |                                                  |                                                  |                                     |                                     |                                            |                                            |                                               |                                               |                                               |                                               |                                               |                                               |                                               |                                               |                          |                          |                            |                            |                            |                            |                            |                            |  |  |                                                        |                                                        |                                                        |                                                        |                                                        |                                                        |  |  |                                       |                                       |                                       |                                       |                                       |                                       |                                      |                                      |                                        |                                        |                                        |                                        |                                        |                                        |  |  |  |  |  |  |  |  |  |  |  |  |  |  |  |  |  |  |  |  |  |  |  |  |  |  |  |  |  |  |  |  |
|                                                  |                                                  |                                                  |                                                  |                                                  |                                                  |                                     |                                     |                                            |                                            | Raymond Borrell (972-1017) comte de Barcelone | Raymond Borrell (972-1017) comte de Barcelone | Raymond Borrell (972-1017) comte de Barcelone | Raymond Borrell (972-1017) comte de Barcelone | Raymond Borrell (972-1017) comte de Barcelone | Raymond Borrell (972-1017) comte de Barcelone |                                               |                                               | Ermesinde de Carcassonne | Ermesinde de Carcassonne | Ermesinde de Carcassonne   | Ermesinde de Carcassonne   | Ermesinde de Carcassonne   | Ermesinde de Carcassonne   |                            |                            |  |  |                                                        |                                                        |                                                        |                                                        |                                                        |                                                        |  |  |                                       |                                       |                                       |                                       | Bernard Roger († 1037) comte de Foix  | Bernard Roger († 1037) comte de Foix  | Bernard Roger († 1037) comte de Foix | Bernard Roger († 1037) comte de Foix | Bernard Roger († 1037) comte de Foix   | Bernard Roger († 1037) comte de Foix   |                                        |                                        |                                        |                                        |  |  |  |  |  |  |  |  |  |  |  |  |  |  |  |  |  |  |  |  |  |  |  |  |  |  |  |  |  |  |  |  |
|                                                  |                                                  |                                                  |                                                  |                                                  |                                                  |                                     |                                     |                                            |                                            | Raymond Borrell (972-1017) comte de Barcelone | Raymond Borrell (972-1017) comte de Barcelone | Raymond Borrell (972-1017) comte de Barcelone | Raymond Borrell (972-1017) comte de Barcelone | Raymond Borrell (972-1017) comte de Barcelone | Raymond Borrell (972-1017) comte de Barcelone |                                               |                                               | Ermesinde de Carcassonne | Ermesinde de Carcassonne | Ermesinde de Carcassonne   | Ermesinde de Carcassonne   | Ermesinde de Carcassonne   | Ermesinde de Carcassonne   |                            |                            |  |  |                                                        |                                                        |                                                        |                                                        |                                                        |                                                        |  |  |                                       |                                       |                                       |                                       | Bernard Roger († 1037) comte de Foix  | Bernard Roger († 1037) comte de Foix  | Bernard Roger († 1037) comte de Foix | Bernard Roger († 1037) comte de Foix | Bernard Roger († 1037) comte de Foix   | Bernard Roger († 1037) comte de Foix   |                                        |                                        |                                        |                                        |  |  |  |  |  |  |  |  |  |  |  |  |  |  |  |  |  |  |  |  |  |  |  |  |  |  |  |  |  |  |  |  |
|                                                  |                                                  |                                                  |                                                  |                                                  |                                                  |                                     |                                     |                                            |                                            |                                               |                                               |                                               |                                               |                                               |                                               |                                               |                                               |                          |                          |                            |                            |                            |                            |                            |                            |  |  |                                                        |                                                        |                                                        |                                                        |                                                        |                                                        |  |  |                                       |                                       |                                       |                                       |                                       |                                       |                                      |                                      |                                        |                                        |                                        |                                        |                                        |                                        |  |  |  |  |  |  |  |  |  |  |  |  |  |  |  |  |  |  |  |  |  |  |  |  |  |  |  |  |  |  |  |  |
|                                                  |                                                  |                                                  |                                                  |                                                  |                                                  |                                     |                                     |                                            |                                            |                                               |                                               |                                               |                                               |                                               |                                               |                                               |                                               |                          |                          |                            |                            |                            |                            |                            |                            |  |  |                                                        |                                                        |                                                        |                                                        |                                                        |                                                        |  |  |                                       |                                       |                                       |                                       |                                       |                                       |                                      |                                      |                                        |                                        |                                        |                                        |                                        |                                        |  |  |  |  |  |  |  |  |  |  |  |  |  |  |  |  |  |  |  |  |  |  |  |  |  |  |  |  |  |  |  |  |
| Bérenger Raymond Ier († 1035) comte de Barcelone | Bérenger Raymond Ier († 1035) comte de Barcelone | Bérenger Raymond Ier († 1035) comte de Barcelone | Bérenger Raymond Ier († 1035) comte de Barcelone | Bérenger Raymond Ier († 1035) comte de Barcelone | Bérenger Raymond Ier († 1035) comte de Barcelone |                                     |                                     | N/Ne                                       | N/Ne                                       | N/Ne                                          | N/Ne                                          | N/Ne                                          | N/Ne                                          |                                               |                                               |                                               |                                               |                          |                          |                            |                            |                            |                            |                            |                            |  |  | Ne x N comte de Vienne                                 | Ne x N comte de Vienne                                 | Ne x N comte de Vienne                                 | Ne x N comte de Vienne                                 | Ne x N comte de Vienne                                 | Ne x N comte de Vienne                                 |  |  | Étiennette x Garcia IV roi de Navarre | Étiennette x Garcia IV roi de Navarre | Étiennette x Garcia IV roi de Navarre | Étiennette x Garcia IV roi de Navarre | Étiennette x Garcia IV roi de Navarre | Étiennette x Garcia IV roi de Navarre |                                      |                                      | Bernard II († 1077) comte de Bigorre   | Bernard II († 1077) comte de Bigorre   | Bernard II († 1077) comte de Bigorre   | Bernard II († 1077) comte de Bigorre   | Bernard II († 1077) comte de Bigorre   | Bernard II († 1077) comte de Bigorre   |  |  |  |  |  |  |  |  |  |  |  |  |  |  |  |  |  |  |  |  |  |  |  |  |  |  |  |  |  |  |  |  |
| Bérenger Raymond Ier († 1035) comte de Barcelone | Bérenger Raymond Ier († 1035) comte de Barcelone | Bérenger Raymond Ier († 1035) comte de Barcelone | Bérenger Raymond Ier († 1035) comte de Barcelone | Bérenger Raymond Ier († 1035) comte de Barcelone | Bérenger Raymond Ier († 1035) comte de Barcelone |                                     |                                     | N/Ne                                       | N/Ne                                       | N/Ne                                          | N/Ne                                          | N/Ne                                          | N/Ne                                          |                                               |                                               |                                               |                                               |                          |                          |                            |                            |                            |                            |                            |                            |  |  | Ne x N comte de Vienne                                 | Ne x N comte de Vienne                                 | Ne x N comte de Vienne                                 | Ne x N comte de Vienne                                 | Ne x N comte de Vienne                                 | Ne x N comte de Vienne                                 |  |  | Étiennette x Garcia IV roi de Navarre | Étiennette x Garcia IV roi de Navarre | Étiennette x Garcia IV roi de Navarre | Étiennette x Garcia IV roi de Navarre | Étiennette x Garcia IV roi de Navarre | Étiennette x Garcia IV roi de Navarre |                                      |                                      | Bernard II († 1077) comte de Bigorre   | Bernard II († 1077) comte de Bigorre   | Bernard II († 1077) comte de Bigorre   | Bernard II († 1077) comte de Bigorre   | Bernard II († 1077) comte de Bigorre   | Bernard II († 1077) comte de Bigorre   |  |  |  |  |  |  |  |  |  |  |  |  |  |  |  |  |  |  |  |  |  |  |  |  |  |  |  |  |  |  |  |  |
|                                                  |                                                  |                                                  |                                                  |                                                  |                                                  |                                     |                                     | (Sibylle) x Henri de Bourgogne (1035-1066) | (Sibylle) x Henri de Bourgogne (1035-1066) | (Sibylle) x Henri de Bourgogne (1035-1066)    | (Sibylle) x Henri de Bourgogne (1035-1066)    | (Sibylle) x Henri de Bourgogne (1035-1066)    | (Sibylle) x Henri de Bourgogne (1035-1066)    |                                               |                                               |                                               |                                               |                          |                          |                            |                            |                            |                            |                            |                            |  |  | Étiennette x Guillaume Ier († 1089) comte de Bourgogne | Étiennette x Guillaume Ier († 1089) comte de Bourgogne | Étiennette x Guillaume Ier († 1089) comte de Bourgogne | Étiennette x Guillaume Ier († 1089) comte de Bourgogne | Étiennette x Guillaume Ier († 1089) comte de Bourgogne | Étiennette x Guillaume Ier († 1089) comte de Bourgogne |  |  |                                       |                                       |                                       |                                       |                                       |                                       |                                      |                                      | Clémence x Armengol III comte d’Urgell | Clémence x Armengol III comte d’Urgell | Clémence x Armengol III comte d’Urgell | Clémence x Armengol III comte d’Urgell | Clémence x Armengol III comte d’Urgell | Clémence x Armengol III comte d’Urgell |  |  |  |  |  |  |  |  |  |  |  |  |  |  |  |  |  |  |  |  |  |  |  |  |  |  |  |  |  |  |  |  |
|                                                  |                                                  |                                                  |                                                  |                                                  |                                                  |                                     |                                     | (Sibylle) x Henri de Bourgogne (1035-1066) | (Sibylle) x Henri de Bourgogne (1035-1066) | (Sibylle) x Henri de Bourgogne (1035-1066)    | (Sibylle) x Henri de Bourgogne (1035-1066)    | (Sibylle) x Henri de Bourgogne (1035-1066)    | (Sibylle) x Henri de Bourgogne (1035-1066)    |                                               |                                               |                                               |                                               |                          |                          |                            |                            |                            |                            |                            |                            |  |  | Étiennette x Guillaume Ier († 1089) comte de Bourgogne | Étiennette x Guillaume Ier († 1089) comte de Bourgogne | Étiennette x Guillaume Ier († 1089) comte de Bourgogne | Étiennette x Guillaume Ier († 1089) comte de Bourgogne | Étiennette x Guillaume Ier († 1089) comte de Bourgogne | Étiennette x Guillaume Ier († 1089) comte de Bourgogne |  |  |                                       |                                       |                                       |                                       |                                       |                                       |                                      |                                      | Clémence x Armengol III comte d’Urgell | Clémence x Armengol III comte d’Urgell | Clémence x Armengol III comte d’Urgell | Clémence x Armengol III comte d’Urgell | Clémence x Armengol III comte d’Urgell | Clémence x Armengol III comte d’Urgell |  |  |  |  |  |  |  |  |  |  |  |  |  |  |  |  |  |  |  |  |  |  |  |  |  |  |  |  |  |  |  |  |
|                                                  |                                                  |                                                  |                                                  |                                                  |                                                  |                                     |                                     |                                            |                                            |                                               |                                               |                                               |                                               |                                               |                                               |                                               |                                               |                          |                          |                            |                            |                            |                            |                            |                            |  |  |                                                        |                                                        |                                                        |                                                        |                                                        |                                                        |  |  |                                       |                                       |                                       |                                       |                                       |                                       |                                      |                                      |                                        |                                        |                                        |                                        |                                        |                                        |  |  |  |  |  |  |  |  |  |  |  |  |  |  |  |  |  |  |  |  |  |  |  |  |  |  |  |  |  |  |  |  |
|                                                  |                                                  |                                                  |                                                  | Henri (1066-1112) comte de Portugal              | Henri (1066-1112) comte de Portugal              | Henri (1066-1112) comte de Portugal | Henri (1066-1112) comte de Portugal | Henri (1066-1112) comte de Portugal        | Henri (1066-1112) comte de Portugal        |                                               |                                               | Eudes Ier Borrel (1058-1102) duc de Bourgogne | Eudes Ier Borrel (1058-1102) duc de Bourgogne | Eudes Ier Borrel (1058-1102) duc de Bourgogne | Eudes Ier Borrel (1058-1102) duc de Bourgogne | Eudes Ier Borrel (1058-1102) duc de Bourgogne | Eudes Ier Borrel (1058-1102) duc de Bourgogne |                          |                          | Sibylle (1065 - apr. 1103) | Sibylle (1065 - apr. 1103) | Sibylle (1065 - apr. 1103) | Sibylle (1065 - apr. 1103) | Sibylle (1065 - apr. 1103) | Sibylle (1065 - apr. 1103) |  |  | Raymond x Urraque Ire reine de Castille                | Raymond x Urraque Ire reine de Castille                | Raymond x Urraque Ire reine de Castille                | Raymond x Urraque Ire reine de Castille                | Raymond x Urraque Ire reine de Castille                | Raymond x Urraque Ire reine de Castille                |  |  | Clémence                              | Clémence                              | Clémence                              | Clémence                              | Clémence                              | Clémence                              |                                      |                                      |                                        |                                        |                                        |                                        |                                        |                                        |  |  |  |  |  |  |  |  |  |  |  |  |  |  |  |  |  |  |  |  |  |  |  |  |  |  |  |  |  |  |  |  |
|                                                  |                                                  |                                                  |                                                  | Henri (1066-1112) comte de Portugal              | Henri (1066-1112) comte de Portugal              | Henri (1066-1112) comte de Portugal | Henri (1066-1112) comte de Portugal | Henri (1066-1112) comte de Portugal        | Henri (1066-1112) comte de Portugal        |                                               |                                               | Eudes Ier Borrel (1058-1102) duc de Bourgogne | Eudes Ier Borrel (1058-1102) duc de Bourgogne | Eudes Ier Borrel (1058-1102) duc de Bourgogne | Eudes Ier Borrel (1058-1102) duc de Bourgogne | Eudes Ier Borrel (1058-1102) duc de Bourgogne | Eudes Ier Borrel (1058-1102) duc de Bourgogne |                          |                          | Sibylle (1065 - apr. 1103) | Sibylle (1065 - apr. 1103) | Sibylle (1065 - apr. 1103) | Sibylle (1065 - apr. 1103) | Sibylle (1065 - apr. 1103) | Sibylle (1065 - apr. 1103) |  |  | Raymond x Urraque Ire reine de Castille                | Raymond x Urraque Ire reine de Castille                | Raymond x Urraque Ire reine de Castille                | Raymond x Urraque Ire reine de Castille                | Raymond x Urraque Ire reine de Castille                | Raymond x Urraque Ire reine de Castille                |  |  | Clémence                              | Clémence                              | Clémence                              | Clémence                              | Clémence                              | Clémence                              |                                      |                                      |                                        |                                        |                                        |                                        |                                        |                                        |  |  |  |  |  |  |  |  |  |  |  |  |  |  |  |  |  |  |  |  |  |  |  |  |  |  |  |  |  |  |  |  |
|                                                  |                                                  |                                                  |                                                  |                                                  |                                                  |                                     |                                     |                                            |                                            |                                               |                                               |                                               |                                               |                                               |                                               | congermanus                                   |                                               |                          |                          |                            |                            |                            |                            |                            |                            |  |  |                                                        |                                                        |                                                        |                                                        |                                                        |                                                        |  |  |                                       |                                       |                                       |                                       |                                       |                                       |                                      |                                      |                                        |                                        |                                        |                                        |                                        |                                        |  |  |  |  |  |  |  |  |  |  |  |  |  |  |  |  |  |  |  |  |  |  |  |  |  |  |  |  |  |  |  |  |
|                                                  |                                                  |                                                  |                                                  |                                                  |                                                  |                                     |                                     |                                            |                                            |                                               |                                               |                                               |                                               |                                               |                                               |                                               |                                               |                          |                          |                            |                            |                            |                            |                            |                            |  |  |                                                        |                                                        |                                                        |                                                        |                                                        |                                                        |  |  |                                       |                                       |                                       |                                       |                                       |                                       |                                      |                                      |                                        |                                        |                                        |                                        |                                        |                                        |  |  |  |  |  |  |  |  |  |  |  |  |  |  |  |  |  |  |  |  |  |  |  |  |  |  |  |  |  |  |  |  |

Critique : L'ascendance maternelle d'Eudes Borrel ne pose pas de problème, mais toutes les ascendance barcelonaises posent les mêmes problèmes (voir plus bas la critique de la thèse d'A. Beau).

### L'hypothèse lorraine (Szabolcs de Vajay - 1960)
Argument : en 1960, Szabolcs de Vajay a proposé l'hypothèse de l'origine lorraine d'Étiennette en se basant sur des papiers du généalogiste Pierre Chifflet, conservés à la Bibliothèque Nationale et qui, parlant de Guy de Bourgogne (futur pape Calixte II et fils d’Étiennette), le disaient d’une origine tant bourguignonne que lorraine. Il avait également fait un rapprochement entre Étiennette, dont une des filles se prénomme Clémence et Ermesinde, épouse d’un duc d’Aquitaine et mère de Clémence d'Aquitaine, comtesse de Luxembourg par mariage. Ces deux Clémence sont les deux premières princesses de ce prénom en dehors du domaine pyrénéen d’où elles sont issues. Clémence, comtesse de Luxembourg, est également qualifiée de comtesse de Longwy. D’après Laurent de Liège, le possesseur de Longwy en 1047 était le duc Adalbert de Lorraine. Szabolcs de Vajay en avait déduit qu'Etiennette et Ermesinde étaient toutes deux filles d’Adalbert, duc de Lorraine. Pour expliquer l’apparition du prénom Clémence parmi leurs filles, il avait considéré qu’Adalbert avait épousé une Clémence, qu’il considérait issue de la maison de Foix.
|                                           |                                           |                                           |                                           |                                           |                                           |  |  | Adalbert de Lorraine († 1047) duc de Lorraine seigneur de Longwy | Adalbert de Lorraine († 1047) duc de Lorraine seigneur de Longwy | Adalbert de Lorraine († 1047) duc de Lorraine seigneur de Longwy | Adalbert de Lorraine († 1047) duc de Lorraine seigneur de Longwy | Adalbert de Lorraine († 1047) duc de Lorraine seigneur de Longwy | Adalbert de Lorraine († 1047) duc de Lorraine seigneur de Longwy |  |  | (Clémence de Foix)       | (Clémence de Foix)       | (Clémence de Foix)       | (Clémence de Foix)       | (Clémence de Foix)       | (Clémence de Foix)       |                   |                   |                                               |                                               |                                               |                                               |                                               |                                               |                                            |                                            |                                            |                                            |                                     |                                     |                                     |                                     |  |  |
|                                           |                                           |                                           |                                           |                                           |                                           |  |  | Adalbert de Lorraine († 1047) duc de Lorraine seigneur de Longwy | Adalbert de Lorraine († 1047) duc de Lorraine seigneur de Longwy | Adalbert de Lorraine († 1047) duc de Lorraine seigneur de Longwy | Adalbert de Lorraine († 1047) duc de Lorraine seigneur de Longwy | Adalbert de Lorraine († 1047) duc de Lorraine seigneur de Longwy | Adalbert de Lorraine († 1047) duc de Lorraine seigneur de Longwy |  |  | (Clémence de Foix)       | (Clémence de Foix)       | (Clémence de Foix)       | (Clémence de Foix)       | (Clémence de Foix)       | (Clémence de Foix)       |                   |                   |                                               |                                               |                                               |                                               |                                               |                                               |                                            |                                            |                                            |                                            |                                     |                                     |                                     |                                     |  |  |
|                                           |                                           |                                           |                                           |                                           |                                           |  |  |                                                                  |                                                                  |                                                                  |                                                                  |                                                                  |                                                                  |  |  |                          |                          |                          |                          |                          |                          |                   |                   |                                               |                                               |                                               |                                               |                                               |                                               |                                            |                                            |                                            |                                            |                                     |                                     |                                     |                                     |  |  |
|                                           |                                           |                                           |                                           |                                           |                                           |  |  |                                                                  |                                                                  |                                                                  |                                                                  |                                                                  |                                                                  |  |  |                          |                          |                          |                          |                          |                          |                   |                   |                                               |                                               |                                               |                                               |                                               |                                               |                                            |                                            |                                            |                                            |                                     |                                     |                                     |                                     |  |  |
| Guillaume Ier († 1089) comte de Bourgogne | Guillaume Ier († 1089) comte de Bourgogne | Guillaume Ier († 1089) comte de Bourgogne | Guillaume Ier († 1089) comte de Bourgogne | Guillaume Ier († 1089) comte de Bourgogne | Guillaume Ier († 1089) comte de Bourgogne |  |  | Étiennette                                                       | Étiennette                                                       | Étiennette                                                       | Étiennette                                                       | Étiennette                                                       | Étiennette                                                       |  |  | Ermesinde dame de Longwy | Ermesinde dame de Longwy | Ermesinde dame de Longwy | Ermesinde dame de Longwy | Ermesinde dame de Longwy | Ermesinde dame de Longwy |                   |                   | Pierre-Guillaume VII († 1058) duc d’Aquitaine | Pierre-Guillaume VII († 1058) duc d’Aquitaine | Pierre-Guillaume VII († 1058) duc d’Aquitaine | Pierre-Guillaume VII († 1058) duc d’Aquitaine | Pierre-Guillaume VII († 1058) duc d’Aquitaine | Pierre-Guillaume VII († 1058) duc d’Aquitaine |                                            |                                            |                                            |                                            |                                     |                                     |                                     |                                     |  |  |
| Guillaume Ier († 1089) comte de Bourgogne | Guillaume Ier († 1089) comte de Bourgogne | Guillaume Ier († 1089) comte de Bourgogne | Guillaume Ier († 1089) comte de Bourgogne | Guillaume Ier († 1089) comte de Bourgogne | Guillaume Ier († 1089) comte de Bourgogne |  |  | Étiennette                                                       | Étiennette                                                       | Étiennette                                                       | Étiennette                                                       | Étiennette                                                       | Étiennette                                                       |  |  | Ermesinde dame de Longwy | Ermesinde dame de Longwy | Ermesinde dame de Longwy | Ermesinde dame de Longwy | Ermesinde dame de Longwy | Ermesinde dame de Longwy |                   |                   | Pierre-Guillaume VII († 1058) duc d’Aquitaine | Pierre-Guillaume VII († 1058) duc d’Aquitaine | Pierre-Guillaume VII († 1058) duc d’Aquitaine | Pierre-Guillaume VII († 1058) duc d’Aquitaine | Pierre-Guillaume VII († 1058) duc d’Aquitaine | Pierre-Guillaume VII († 1058) duc d’Aquitaine |                                            |                                            |                                            |                                            |                                     |                                     |                                     |                                     |  |  |
|                                           |                                           |                                           |                                           |                                           |                                           |  |  |                                                                  |                                                                  |                                                                  |                                                                  |                                                                  |                                                                  |  |  |                          |                          |                          |                          |                          |                          |                   |                   |                                               |                                               |                                               |                                               |                                               |                                               |                                            |                                            |                                            |                                            |                                     |                                     |                                     |                                     |  |  |
|                                           |                                           |                                           |                                           |                                           |                                           |  |  |                                                                  |                                                                  |                                                                  |                                                                  |                                                                  |                                                                  |  |  |                          |                          |                          |                          |                          |                          |                   |                   |                                               |                                               |                                               |                                               |                                               |                                               |                                            |                                            |                                            |                                            |                                     |                                     |                                     |                                     |  |  |
| Calixte II († 1124) pape                  | Calixte II († 1124) pape                  | Calixte II († 1124) pape                  | Calixte II († 1124) pape                  | Calixte II († 1124) pape                  | Calixte II († 1124) pape                  |  |  | Clémence                                                         | Clémence                                                         | Clémence                                                         | Clémence                                                         | Clémence                                                         | Clémence                                                         |  |  |                          |                          |                          |                          | Clémence († 1142)        | Clémence († 1142)        | Clémence († 1142) | Clémence († 1142) | Clémence († 1142)                             | Clémence († 1142)                             |                                               |                                               | Conrad Ier (1040-1086) comte de Luxembourg    | Conrad Ier (1040-1086) comte de Luxembourg    | Conrad Ier (1040-1086) comte de Luxembourg | Conrad Ier (1040-1086) comte de Luxembourg | Conrad Ier (1040-1086) comte de Luxembourg | Conrad Ier (1040-1086) comte de Luxembourg |                                     |                                     |                                     |                                     |  |  |
| Calixte II († 1124) pape                  | Calixte II († 1124) pape                  | Calixte II († 1124) pape                  | Calixte II († 1124) pape                  | Calixte II († 1124) pape                  | Calixte II († 1124) pape                  |  |  | Clémence                                                         | Clémence                                                         | Clémence                                                         | Clémence                                                         | Clémence                                                         | Clémence                                                         |  |  |                          |                          |                          |                          | Clémence († 1142)        | Clémence († 1142)        | Clémence († 1142) | Clémence († 1142) | Clémence († 1142)                             | Clémence († 1142)                             |                                               |                                               | Conrad Ier (1040-1086) comte de Luxembourg    | Conrad Ier (1040-1086) comte de Luxembourg    | Conrad Ier (1040-1086) comte de Luxembourg | Conrad Ier (1040-1086) comte de Luxembourg | Conrad Ier (1040-1086) comte de Luxembourg | Conrad Ier (1040-1086) comte de Luxembourg |                                     |                                     |                                     |                                     |  |  |
|                                           |                                           |                                           |                                           |                                           |                                           |  |  |                                                                  |                                                                  |                                                                  |                                                                  |                                                                  |                                                                  |  |  |                          |                          |                          |                          |                          |                          |                   |                   |                                               |                                               |                                               |                                               |                                               |                                               |                                            |                                            |                                            |                                            |                                     |                                     |                                     |                                     |  |  |
|                                           |                                           |                                           |                                           |                                           |                                           |  |  |                                                                  |                                                                  |                                                                  |                                                                  |                                                                  |                                                                  |  |  |                          |                          |                          |                          |                          |                          |                   |                   | Ermesinde                                     | Ermesinde                                     | Ermesinde                                     | Ermesinde                                     | Ermesinde                                     | Ermesinde                                     |                                            |                                            | Adalbert conte de Dabo et de Longwy        | Adalbert conte de Dabo et de Longwy        | Adalbert conte de Dabo et de Longwy | Adalbert conte de Dabo et de Longwy | Adalbert conte de Dabo et de Longwy | Adalbert conte de Dabo et de Longwy |  |  |
|                                           |                                           |                                           |                                           |                                           |                                           |  |  |                                                                  |                                                                  |                                                                  |                                                                  |                                                                  |                                                                  |  |  |                          |                          |                          |                          |                          |                          |                   |                   | Ermesinde                                     | Ermesinde                                     | Ermesinde                                     | Ermesinde                                     | Ermesinde                                     | Ermesinde                                     |                                            |                                            | Adalbert conte de Dabo et de Longwy        | Adalbert conte de Dabo et de Longwy        | Adalbert conte de Dabo et de Longwy | Adalbert conte de Dabo et de Longwy | Adalbert conte de Dabo et de Longwy | Adalbert conte de Dabo et de Longwy |  |  |

Critique : Il a été établi en 1987 que le document de Pierre Chifflet ne concernait pas le futur pape, mais un de ses neveux, fils de Thierry Ier de Montbéliard (issu des comtes de Bar et d’une sœur de Calixte II). D’autre part, Longwy à cette époque n’appartient pas aux ducs de Lorraine, mais aux comtes de Luxembourg, et il est probable que Laurent de Liège ait été victime de confusions entre Ermesinde, mère de Clémence d'Aquitaine, et Ermesinde de Luxembourg, fille de cette même Clémence d'Aquitaine et mariée à Adalbert, comte de Dabo et de Longwy. Ces critiques réduisent donc à néant la thèse de l’origine lorraine, qui est maintenant abandonnée.

### L'hypothèse barcelonaise modifiée (A. Beau - 1988)
Argument : à la suite de l'abandon de l'hypothèse lorraine, A. Beau a repris le Père Anselme, en disant que ce dernier avait certainement de bonnes raisons de proposer la filiation barcelonaise. Il modifie toutefois la filiation, en faisant remarquer qu’une des filles se nommant Guisla (Gisèle), elle était plus probablement née du second mariage de Bérenger Raymond Ier avec Guisla de Lluça.
|                                                 |                                                 |                                                 |                                                 | Raymond Borrell (972-1017) comte de Barcelone   | Raymond Borrell (972-1017) comte de Barcelone   | Raymond Borrell (972-1017) comte de Barcelone | Raymond Borrell (972-1017) comte de Barcelone | Raymond Borrell (972-1017) comte de Barcelone | Raymond Borrell (972-1017) comte de Barcelone |                                                  |                                                  | Ermesinde de Carcassonne                         | Ermesinde de Carcassonne                         | Ermesinde de Carcassonne                         | Ermesinde de Carcassonne                         | Ermesinde de Carcassonne                         | Ermesinde de Carcassonne                         |                                                  |                                                  |                                                  |                                                  |            |            |                 |                 |                 |                 |                                           |                                           |                                           |                                           |                                           |                                           |                   |                   |                   |                   |  |  |          |          |          |          |          |          |  |  |
|                                                 |                                                 |                                                 |                                                 | Raymond Borrell (972-1017) comte de Barcelone   | Raymond Borrell (972-1017) comte de Barcelone   | Raymond Borrell (972-1017) comte de Barcelone | Raymond Borrell (972-1017) comte de Barcelone | Raymond Borrell (972-1017) comte de Barcelone | Raymond Borrell (972-1017) comte de Barcelone |                                                  |                                                  | Ermesinde de Carcassonne                         | Ermesinde de Carcassonne                         | Ermesinde de Carcassonne                         | Ermesinde de Carcassonne                         | Ermesinde de Carcassonne                         | Ermesinde de Carcassonne                         |                                                  |                                                  |                                                  |                                                  |            |            |                 |                 |                 |                 |                                           |                                           |                                           |                                           |                                           |                                           |                   |                   |                   |                   |  |  |          |          |          |          |          |          |  |  |
|                                                 |                                                 |                                                 |                                                 |                                                 |                                                 |                                               |                                               |                                               |                                               |                                                  |                                                  |                                                  |                                                  |                                                  |                                                  |                                                  |                                                  |                                                  |                                                  |                                                  |                                                  |            |            |                 |                 |                 |                 |                                           |                                           |                                           |                                           |                                           |                                           |                   |                   |                   |                   |  |  |          |          |          |          |          |          |  |  |
|                                                 |                                                 |                                                 |                                                 |                                                 |                                                 |                                               |                                               |                                               |                                               |                                                  |                                                  |                                                  |                                                  |                                                  |                                                  |                                                  |                                                  |                                                  |                                                  |                                                  |                                                  |            |            |                 |                 |                 |                 |                                           |                                           |                                           |                                           |                                           |                                           |                   |                   |                   |                   |  |  |          |          |          |          |          |          |  |  |
| N/Ne                                            | N/Ne                                            | N/Ne                                            | N/Ne                                            | N/Ne                                            | N/Ne                                            |                                               |                                               | Sancie de Navarre († 1026)                    | Sancie de Navarre († 1026)                    | Sancie de Navarre († 1026)                       | Sancie de Navarre († 1026)                       | Sancie de Navarre († 1026)                       | Sancie de Navarre († 1026)                       |                                                  |                                                  | Bérenger Raymond Ier († 1035) comte de Barcelone | Bérenger Raymond Ier († 1035) comte de Barcelone | Bérenger Raymond Ier († 1035) comte de Barcelone | Bérenger Raymond Ier († 1035) comte de Barcelone | Bérenger Raymond Ier († 1035) comte de Barcelone | Bérenger Raymond Ier († 1035) comte de Barcelone |            |            | Guisla de Lluça | Guisla de Lluça | Guisla de Lluça | Guisla de Lluça | Guisla de Lluça                           | Guisla de Lluça                           |                                           |                                           |                                           |                                           |                   |                   |                   |                   |  |  |          |          |          |          |          |          |  |  |
| N/Ne                                            | N/Ne                                            | N/Ne                                            | N/Ne                                            | N/Ne                                            | N/Ne                                            |                                               |                                               | Sancie de Navarre († 1026)                    | Sancie de Navarre († 1026)                    | Sancie de Navarre († 1026)                       | Sancie de Navarre († 1026)                       | Sancie de Navarre († 1026)                       | Sancie de Navarre († 1026)                       |                                                  |                                                  | Bérenger Raymond Ier († 1035) comte de Barcelone | Bérenger Raymond Ier († 1035) comte de Barcelone | Bérenger Raymond Ier († 1035) comte de Barcelone | Bérenger Raymond Ier († 1035) comte de Barcelone | Bérenger Raymond Ier († 1035) comte de Barcelone | Bérenger Raymond Ier († 1035) comte de Barcelone |            |            | Guisla de Lluça | Guisla de Lluça | Guisla de Lluça | Guisla de Lluça | Guisla de Lluça                           | Guisla de Lluça                           |                                           |                                           |                                           |                                           |                   |                   |                   |                   |  |  |          |          |          |          |          |          |  |  |
|                                                 |                                                 |                                                 |                                                 |                                                 |                                                 |                                               |                                               |                                               |                                               |                                                  |                                                  |                                                  |                                                  |                                                  |                                                  |                                                  |                                                  |                                                  |                                                  |                                                  |                                                  |            |            |                 |                 |                 |                 |                                           |                                           |                                           |                                           |                                           |                                           |                   |                   |                   |                   |  |  |          |          |          |          |          |          |  |  |
|                                                 |                                                 |                                                 |                                                 |                                                 |                                                 |                                               |                                               |                                               |                                               |                                                  |                                                  |                                                  |                                                  |                                                  |                                                  |                                                  |                                                  |                                                  |                                                  |                                                  |                                                  |            |            |                 |                 |                 |                 |                                           |                                           |                                           |                                           |                                           |                                           |                   |                   |                   |                   |  |  |          |          |          |          |          |          |  |  |
| Ne (Sibylle ?) x Henri de Bourgogne (1035-1066) | Ne (Sibylle ?) x Henri de Bourgogne (1035-1066) | Ne (Sibylle ?) x Henri de Bourgogne (1035-1066) | Ne (Sibylle ?) x Henri de Bourgogne (1035-1066) | Ne (Sibylle ?) x Henri de Bourgogne (1035-1066) | Ne (Sibylle ?) x Henri de Bourgogne (1035-1066) |                                               |                                               |                                               |                                               | Raymond Bérenger Ier († 1076) comte de Barcelone | Raymond Bérenger Ier († 1076) comte de Barcelone | Raymond Bérenger Ier († 1076) comte de Barcelone | Raymond Bérenger Ier († 1076) comte de Barcelone | Raymond Bérenger Ier († 1076) comte de Barcelone | Raymond Bérenger Ier († 1076) comte de Barcelone |                                                  |                                                  |                                                  |                                                  | Étiennette                                       | Étiennette                                       | Étiennette | Étiennette | Étiennette      | Étiennette      |                 |                 | Guillaume Ier († 1089) comte de Bourgogne | Guillaume Ier († 1089) comte de Bourgogne | Guillaume Ier († 1089) comte de Bourgogne | Guillaume Ier († 1089) comte de Bourgogne | Guillaume Ier († 1089) comte de Bourgogne | Guillaume Ier († 1089) comte de Bourgogne |                   |                   |                   |                   |  |  |          |          |          |          |          |          |  |  |
| Ne (Sibylle ?) x Henri de Bourgogne (1035-1066) | Ne (Sibylle ?) x Henri de Bourgogne (1035-1066) | Ne (Sibylle ?) x Henri de Bourgogne (1035-1066) | Ne (Sibylle ?) x Henri de Bourgogne (1035-1066) | Ne (Sibylle ?) x Henri de Bourgogne (1035-1066) | Ne (Sibylle ?) x Henri de Bourgogne (1035-1066) |                                               |                                               |                                               |                                               | Raymond Bérenger Ier († 1076) comte de Barcelone | Raymond Bérenger Ier († 1076) comte de Barcelone | Raymond Bérenger Ier († 1076) comte de Barcelone | Raymond Bérenger Ier († 1076) comte de Barcelone | Raymond Bérenger Ier († 1076) comte de Barcelone | Raymond Bérenger Ier († 1076) comte de Barcelone |                                                  |                                                  |                                                  |                                                  | Étiennette                                       | Étiennette                                       | Étiennette | Étiennette | Étiennette      | Étiennette      |                 |                 | Guillaume Ier († 1089) comte de Bourgogne | Guillaume Ier († 1089) comte de Bourgogne | Guillaume Ier († 1089) comte de Bourgogne | Guillaume Ier († 1089) comte de Bourgogne | Guillaume Ier († 1089) comte de Bourgogne | Guillaume Ier († 1089) comte de Bourgogne |                   |                   |                   |                   |  |  |          |          |          |          |          |          |  |  |
|                                                 |                                                 |                                                 |                                                 |                                                 |                                                 |                                               |                                               |                                               |                                               |                                                  |                                                  |                                                  |                                                  |                                                  |                                                  |                                                  |                                                  |                                                  |                                                  |                                                  |                                                  |            |            |                 |                 |                 |                 |                                           |                                           |                                           |                                           |                                           |                                           |                   |                   |                   |                   |  |  |          |          |          |          |          |          |  |  |
|                                                 |                                                 |                                                 |                                                 |                                                 |                                                 |                                               |                                               |                                               |                                               |                                                  |                                                  |                                                  |                                                  |                                                  |                                                  |                                                  |                                                  |                                                  |                                                  |                                                  |                                                  |            |            |                 |                 |                 |                 |                                           |                                           |                                           |                                           |                                           |                                           |                   |                   |                   |                   |  |  |          |          |          |          |          |          |  |  |
| Eudes Ier Borrel (1058-1102) duc de Bourgogne   | Eudes Ier Borrel (1058-1102) duc de Bourgogne   | Eudes Ier Borrel (1058-1102) duc de Bourgogne   | Eudes Ier Borrel (1058-1102) duc de Bourgogne   | Eudes Ier Borrel (1058-1102) duc de Bourgogne   | Eudes Ier Borrel (1058-1102) duc de Bourgogne   |                                               |                                               | Sibylle                                       | Sibylle                                       | Sibylle                                          | Sibylle                                          | Sibylle                                          | Sibylle                                          |                                                  |                                                  | Raymond                                          | Raymond                                          | Raymond                                          | Raymond                                          | Raymond                                          | Raymond                                          |            |            | Étiennette      | Étiennette      | Étiennette      | Étiennette      | Étiennette                                | Étiennette                                |                                           |                                           | Gisèle (= Guisla)                         | Gisèle (= Guisla)                         | Gisèle (= Guisla) | Gisèle (= Guisla) | Gisèle (= Guisla) | Gisèle (= Guisla) |  |  | Clémence | Clémence | Clémence | Clémence | Clémence | Clémence |  |  |
| Eudes Ier Borrel (1058-1102) duc de Bourgogne   | Eudes Ier Borrel (1058-1102) duc de Bourgogne   | Eudes Ier Borrel (1058-1102) duc de Bourgogne   | Eudes Ier Borrel (1058-1102) duc de Bourgogne   | Eudes Ier Borrel (1058-1102) duc de Bourgogne   | Eudes Ier Borrel (1058-1102) duc de Bourgogne   |                                               |                                               | Sibylle                                       | Sibylle                                       | Sibylle                                          | Sibylle                                          | Sibylle                                          | Sibylle                                          |                                                  |                                                  | Raymond                                          | Raymond                                          | Raymond                                          | Raymond                                          | Raymond                                          | Raymond                                          |            |            | Étiennette      | Étiennette      | Étiennette      | Étiennette      | Étiennette                                | Étiennette                                |                                           |                                           | Gisèle (= Guisla)                         | Gisèle (= Guisla)                         | Gisèle (= Guisla) | Gisèle (= Guisla) | Gisèle (= Guisla) | Gisèle (= Guisla) |  |  | Clémence | Clémence | Clémence | Clémence | Clémence | Clémence |  |  |

Critique : le principal reproche fait à cette hypothèse est de trop faire confiance au Père Anselme, qui a manifestement une documentation insuffisante et qui ne justifie pas sa proposition (voir plus haut). De plus, si Etiennette avait transmis les prénoms de Barcelone à la famille comtale de Bourgogne, on devrait s'attendre à voir dans cette famille des Bérenger plutôt que des Raymond. Une troisième critique a été avancée en prenant compte de la parenté qui aurait dû empêcher le mariage entre Eudes Borrel, duc de Bourgogne, et son épouse Sibylle de Bourgogne Comté, mais d'une part, cette parenté est bien réelle, puisque Henri, frère d'Eudes Borrell est qualifié de congermanis de Raymond, frère de Sibylle et d'autre part, aux dires de Maurice Chaume, « On sait que la réforme canonique sur les empêchements de mariage resta lettre morte en Espagne et dans la région pyrénéenne ».

### L'hypothèse fuxéenne (Christian Settipani - 2004)
Argument : En fait, la plus ancienne femme connue à porter ce prénom de Clémence est la femme du comte Bernard II de Bigorre, frère et cousin probable de deux Étiennette, frère et neveu de deux Ermesinde et petit-neveu de Guila de Melgueil et père d’un Raymond. Ces différentes rencontres onomastiques permettent de proposer le comte Bernard II de Bigorre, et Clémence comme parents d’Étiennette, comtesse de Bourgogne, et d’Ermesinde, duchesse d’Aquitaine. Christian Settipani propose de voir en Clémence une fille de Raymond Borrell, comte de Barcelone, donc une petite fille de Liedgarde, épouse Borrel II. Le nom de cette dernière montre une origine auvergnate, où les Étienne sont nombreux, expliquant ainsi l'origine onomastique du prénom Étiennette dans les familles barcelonaise et fuxéenne.
|                                     |                                     |                                     |                                     |                                                  |                                                  |                                                  |                                                  |                                                  |                                                  |                                               |                                               |                                               |                                               |                                               |                                               |                                               |                                               |                                               |                                               |                            |                            |                          |                          |                                         |                                         |                                               |                                               |                                               |                                               |                                               |                                               |                   |                   |                                      |                                      |                                      |                                      |                                      |                                      |          |          |                                        |                                        |                                        |                                        |                                        |                                        |                                      |                                      |                                           |                                           |                                           |                                           |                                           |                                           |  |  |  |  |  |  |  |  |  |  |  |  |  |  |  |  |  |  |  |  |  |  |  |  |  |  |  |  |  |  |  |  |
|                                     |                                     |                                     |                                     |                                                  |                                                  |                                                  |                                                  |                                                  |                                                  |                                               |                                               |                                               |                                               |                                               |                                               |                                               |                                               |                                               |                                               |                            |                            |                          |                          |                                         |                                         |                                               |                                               |                                               |                                               |                                               |                                               |                   |                   |                                      |                                      |                                      |                                      |                                      |                                      |          |          |                                        |                                        |                                        |                                        |                                        |                                        |                                      |                                      |                                           |                                           |                                           |                                           |                                           |                                           |  |  |  |  |  |  |  |  |  |  |  |  |  |  |  |  |  |  |  |  |  |  |  |  |  |  |  |  |  |  |  |  |
|                                     |                                     |                                     |                                     |                                                  |                                                  | Borrell II comte de Barcelone                    | Borrell II comte de Barcelone                    | Borrell II comte de Barcelone                    | Borrell II comte de Barcelone                    | Borrell II comte de Barcelone                 | Borrell II comte de Barcelone                 |                                               |                                               | Liedgarde                                     | Liedgarde                                     | Liedgarde                                     | Liedgarde                                     | Liedgarde                                     | Liedgarde                                     |                            |                            |                          |                          | Roger le Vieux comte de Carcassonne     | Roger le Vieux comte de Carcassonne     | Roger le Vieux comte de Carcassonne           | Roger le Vieux comte de Carcassonne           | Roger le Vieux comte de Carcassonne           | Roger le Vieux comte de Carcassonne           |                                               |                                               | Adélaïde          | Adélaïde          | Adélaïde                             | Adélaïde                             | Adélaïde                             | Adélaïde                             |                                      |                                      | Guisla   | Guisla   | Guisla                                 | Guisla                                 | Guisla                                 | Guisla                                 |                                        |                                        | Bérenger comte de Melgueil           | Bérenger comte de Melgueil           | Bérenger comte de Melgueil                | Bérenger comte de Melgueil                | Bérenger comte de Melgueil                | Bérenger comte de Melgueil                |                                           |                                           |  |  |  |  |  |  |  |  |  |  |  |  |  |  |  |  |  |  |  |  |  |  |  |  |  |  |  |  |  |  |  |  |
|                                     |                                     |                                     |                                     |                                                  |                                                  | Borrell II comte de Barcelone                    | Borrell II comte de Barcelone                    | Borrell II comte de Barcelone                    | Borrell II comte de Barcelone                    | Borrell II comte de Barcelone                 | Borrell II comte de Barcelone                 |                                               |                                               | Liedgarde                                     | Liedgarde                                     | Liedgarde                                     | Liedgarde                                     | Liedgarde                                     | Liedgarde                                     |                            |                            |                          |                          | Roger le Vieux comte de Carcassonne     | Roger le Vieux comte de Carcassonne     | Roger le Vieux comte de Carcassonne           | Roger le Vieux comte de Carcassonne           | Roger le Vieux comte de Carcassonne           | Roger le Vieux comte de Carcassonne           |                                               |                                               | Adélaïde          | Adélaïde          | Adélaïde                             | Adélaïde                             | Adélaïde                             | Adélaïde                             |                                      |                                      | Guisla   | Guisla   | Guisla                                 | Guisla                                 | Guisla                                 | Guisla                                 |                                        |                                        | Bérenger comte de Melgueil           | Bérenger comte de Melgueil           | Bérenger comte de Melgueil                | Bérenger comte de Melgueil                | Bérenger comte de Melgueil                | Bérenger comte de Melgueil                |                                           |                                           |  |  |  |  |  |  |  |  |  |  |  |  |  |  |  |  |  |  |  |  |  |  |  |  |  |  |  |  |  |  |  |  |
|                                     |                                     |                                     |                                     |                                                  |                                                  |                                                  |                                                  |                                                  |                                                  |                                               |                                               |                                               |                                               |                                               |                                               |                                               |                                               |                                               |                                               |                            |                            |                          |                          |                                         |                                         |                                               |                                               |                                               |                                               |                                               |                                               |                   |                   |                                      |                                      |                                      |                                      |                                      |                                      |          |          |                                        |                                        |                                        |                                        |                                        |                                        |                                      |                                      |                                           |                                           |                                           |                                           |                                           |                                           |  |  |  |  |  |  |  |  |  |  |  |  |  |  |  |  |  |  |  |  |  |  |  |  |  |  |  |  |  |  |  |  |
|                                     |                                     |                                     |                                     |                                                  |                                                  |                                                  |                                                  |                                                  |                                                  |                                               |                                               |                                               |                                               |                                               |                                               |                                               |                                               |                                               |                                               |                            |                            |                          |                          |                                         |                                         |                                               |                                               |                                               |                                               |                                               |                                               |                   |                   |                                      |                                      |                                      |                                      |                                      |                                      |          |          |                                        |                                        |                                        |                                        |                                        |                                        |                                      |                                      |                                           |                                           |                                           |                                           |                                           |                                           |  |  |  |  |  |  |  |  |  |  |  |  |  |  |  |  |  |  |  |  |  |  |  |  |  |  |  |  |  |  |  |  |
|                                     |                                     |                                     |                                     |                                                  |                                                  |                                                  |                                                  |                                                  |                                                  |                                               |                                               |                                               |                                               | Raymond Borrell (972-1017) comte de Barcelone | Raymond Borrell (972-1017) comte de Barcelone | Raymond Borrell (972-1017) comte de Barcelone | Raymond Borrell (972-1017) comte de Barcelone | Raymond Borrell (972-1017) comte de Barcelone | Raymond Borrell (972-1017) comte de Barcelone |                            |                            | Ermesinde de Carcassonne | Ermesinde de Carcassonne | Ermesinde de Carcassonne                | Ermesinde de Carcassonne                | Ermesinde de Carcassonne                      | Ermesinde de Carcassonne                      |                                               |                                               |                                               |                                               |                   |                   |                                      |                                      |                                      |                                      |                                      |                                      |          |          |                                        |                                        |                                        |                                        | Bernard Roger († 1037) comte de Foix   | Bernard Roger († 1037) comte de Foix   | Bernard Roger († 1037) comte de Foix | Bernard Roger († 1037) comte de Foix | Bernard Roger († 1037) comte de Foix      | Bernard Roger († 1037) comte de Foix      |                                           |                                           |                                           |                                           |  |  |  |  |  |  |  |  |  |  |  |  |  |  |  |  |  |  |  |  |  |  |  |  |  |  |  |  |  |  |  |  |
|                                     |                                     |                                     |                                     |                                                  |                                                  |                                                  |                                                  |                                                  |                                                  |                                               |                                               |                                               |                                               | Raymond Borrell (972-1017) comte de Barcelone | Raymond Borrell (972-1017) comte de Barcelone | Raymond Borrell (972-1017) comte de Barcelone | Raymond Borrell (972-1017) comte de Barcelone | Raymond Borrell (972-1017) comte de Barcelone | Raymond Borrell (972-1017) comte de Barcelone |                            |                            | Ermesinde de Carcassonne | Ermesinde de Carcassonne | Ermesinde de Carcassonne                | Ermesinde de Carcassonne                | Ermesinde de Carcassonne                      | Ermesinde de Carcassonne                      |                                               |                                               |                                               |                                               |                   |                   |                                      |                                      |                                      |                                      |                                      |                                      |          |          |                                        |                                        |                                        |                                        | Bernard Roger († 1037) comte de Foix   | Bernard Roger († 1037) comte de Foix   | Bernard Roger († 1037) comte de Foix | Bernard Roger († 1037) comte de Foix | Bernard Roger († 1037) comte de Foix      | Bernard Roger († 1037) comte de Foix      |                                           |                                           |                                           |                                           |  |  |  |  |  |  |  |  |  |  |  |  |  |  |  |  |  |  |  |  |  |  |  |  |  |  |  |  |  |  |  |  |
|                                     |                                     |                                     |                                     |                                                  |                                                  |                                                  |                                                  |                                                  |                                                  |                                               |                                               |                                               |                                               |                                               |                                               |                                               |                                               |                                               |                                               |                            |                            |                          |                          |                                         |                                         |                                               |                                               |                                               |                                               |                                               |                                               |                   |                   |                                      |                                      |                                      |                                      |                                      |                                      |          |          |                                        |                                        |                                        |                                        |                                        |                                        |                                      |                                      |                                           |                                           |                                           |                                           |                                           |                                           |  |  |  |  |  |  |  |  |  |  |  |  |  |  |  |  |  |  |  |  |  |  |  |  |  |  |  |  |  |  |  |  |
|                                     |                                     |                                     |                                     |                                                  |                                                  |                                                  |                                                  |                                                  |                                                  |                                               |                                               |                                               |                                               |                                               |                                               |                                               |                                               |                                               |                                               |                            |                            |                          |                          |                                         |                                         |                                               |                                               |                                               |                                               |                                               |                                               |                   |                   |                                      |                                      |                                      |                                      |                                      |                                      |          |          |                                        |                                        |                                        |                                        |                                        |                                        |                                      |                                      |                                           |                                           |                                           |                                           |                                           |                                           |  |  |  |  |  |  |  |  |  |  |  |  |  |  |  |  |  |  |  |  |  |  |  |  |  |  |  |  |  |  |  |  |
|                                     |                                     |                                     |                                     | Bérenger Raymond Ier († 1035) comte de Barcelone | Bérenger Raymond Ier († 1035) comte de Barcelone | Bérenger Raymond Ier († 1035) comte de Barcelone | Bérenger Raymond Ier († 1035) comte de Barcelone | Bérenger Raymond Ier († 1035) comte de Barcelone | Bérenger Raymond Ier († 1035) comte de Barcelone |                                               |                                               |                                               |                                               | Étiennette x Roger Ier de Tosny († 1040)      | Étiennette x Roger Ier de Tosny († 1040)      | Étiennette x Roger Ier de Tosny († 1040)      | Étiennette x Roger Ier de Tosny († 1040)      | Étiennette x Roger Ier de Tosny († 1040)      | Étiennette x Roger Ier de Tosny († 1040)      |                            |                            |                          |                          |                                         |                                         | Clémence                                      | Clémence                                      | Clémence                                      | Clémence                                      | Clémence                                      | Clémence                                      |                   |                   | Bernard II († 1077) comte de Bigorre | Bernard II († 1077) comte de Bigorre | Bernard II († 1077) comte de Bigorre | Bernard II († 1077) comte de Bigorre | Bernard II († 1077) comte de Bigorre | Bernard II († 1077) comte de Bigorre |          |          | Étiennette x Garcia IV roi de Navarre  | Étiennette x Garcia IV roi de Navarre  | Étiennette x Garcia IV roi de Navarre  | Étiennette x Garcia IV roi de Navarre  | Étiennette x Garcia IV roi de Navarre  | Étiennette x Garcia IV roi de Navarre  |                                      |                                      | Ermesinde x Ramire Ier roi d'Aragon       | Ermesinde x Ramire Ier roi d'Aragon       | Ermesinde x Ramire Ier roi d'Aragon       | Ermesinde x Ramire Ier roi d'Aragon       | Ermesinde x Ramire Ier roi d'Aragon       | Ermesinde x Ramire Ier roi d'Aragon       |  |  |  |  |  |  |  |  |  |  |  |  |  |  |  |  |  |  |  |  |  |  |  |  |  |  |  |  |  |  |  |  |
|                                     |                                     |                                     |                                     | Bérenger Raymond Ier († 1035) comte de Barcelone | Bérenger Raymond Ier († 1035) comte de Barcelone | Bérenger Raymond Ier († 1035) comte de Barcelone | Bérenger Raymond Ier († 1035) comte de Barcelone | Bérenger Raymond Ier († 1035) comte de Barcelone | Bérenger Raymond Ier († 1035) comte de Barcelone |                                               |                                               |                                               |                                               | Étiennette x Roger Ier de Tosny († 1040)      | Étiennette x Roger Ier de Tosny († 1040)      | Étiennette x Roger Ier de Tosny († 1040)      | Étiennette x Roger Ier de Tosny († 1040)      | Étiennette x Roger Ier de Tosny († 1040)      | Étiennette x Roger Ier de Tosny († 1040)      |                            |                            |                          |                          |                                         |                                         | Clémence                                      | Clémence                                      | Clémence                                      | Clémence                                      | Clémence                                      | Clémence                                      |                   |                   | Bernard II († 1077) comte de Bigorre | Bernard II († 1077) comte de Bigorre | Bernard II († 1077) comte de Bigorre | Bernard II († 1077) comte de Bigorre | Bernard II († 1077) comte de Bigorre | Bernard II († 1077) comte de Bigorre |          |          | Étiennette x Garcia IV roi de Navarre  | Étiennette x Garcia IV roi de Navarre  | Étiennette x Garcia IV roi de Navarre  | Étiennette x Garcia IV roi de Navarre  | Étiennette x Garcia IV roi de Navarre  | Étiennette x Garcia IV roi de Navarre  |                                      |                                      | Ermesinde x Ramire Ier roi d'Aragon       | Ermesinde x Ramire Ier roi d'Aragon       | Ermesinde x Ramire Ier roi d'Aragon       | Ermesinde x Ramire Ier roi d'Aragon       | Ermesinde x Ramire Ier roi d'Aragon       | Ermesinde x Ramire Ier roi d'Aragon       |  |  |  |  |  |  |  |  |  |  |  |  |  |  |  |  |  |  |  |  |  |  |  |  |  |  |  |  |  |  |  |  |
|                                     |                                     |                                     |                                     |                                                  |                                                  |                                                  |                                                  |                                                  |                                                  |                                               |                                               |                                               |                                               |                                               |                                               |                                               |                                               |                                               |                                               |                            |                            |                          |                          |                                         |                                         |                                               |                                               |                                               |                                               |                                               |                                               |                   |                   |                                      |                                      |                                      |                                      |                                      |                                      |          |          |                                        |                                        |                                        |                                        |                                        |                                        |                                      |                                      |                                           |                                           |                                           |                                           |                                           |                                           |  |  |  |  |  |  |  |  |  |  |  |  |  |  |  |  |  |  |  |  |  |  |  |  |  |  |  |  |  |  |  |  |
|                                     |                                     |                                     |                                     |                                                  |                                                  |                                                  |                                                  |                                                  |                                                  |                                               |                                               |                                               |                                               |                                               |                                               |                                               |                                               |                                               |                                               |                            |                            |                          |                          |                                         |                                         |                                               |                                               |                                               |                                               |                                               |                                               |                   |                   |                                      |                                      |                                      |                                      |                                      |                                      |          |          |                                        |                                        |                                        |                                        |                                        |                                        |                                      |                                      |                                           |                                           |                                           |                                           |                                           |                                           |  |  |  |  |  |  |  |  |  |  |  |  |  |  |  |  |  |  |  |  |  |  |  |  |  |  |  |  |  |  |  |  |
|                                     |                                     |                                     |                                     | Ne (Sibylle ?) x Henri de Bourgogne (1035-1066)  | Ne (Sibylle ?) x Henri de Bourgogne (1035-1066)  | Ne (Sibylle ?) x Henri de Bourgogne (1035-1066)  | Ne (Sibylle ?) x Henri de Bourgogne (1035-1066)  | Ne (Sibylle ?) x Henri de Bourgogne (1035-1066)  | Ne (Sibylle ?) x Henri de Bourgogne (1035-1066)  |                                               |                                               |                                               |                                               |                                               |                                               |                                               |                                               |                                               |                                               |                            |                            |                          |                          |                                         |                                         | Étiennette x Guillaume Ier comte de Bourgogne | Étiennette x Guillaume Ier comte de Bourgogne | Étiennette x Guillaume Ier comte de Bourgogne | Étiennette x Guillaume Ier comte de Bourgogne | Étiennette x Guillaume Ier comte de Bourgogne | Étiennette x Guillaume Ier comte de Bourgogne |                   |                   | Raymond II († 1080) comte de Bigorre | Raymond II († 1080) comte de Bigorre | Raymond II († 1080) comte de Bigorre | Raymond II († 1080) comte de Bigorre | Raymond II († 1080) comte de Bigorre | Raymond II († 1080) comte de Bigorre |          |          | Clémence x Armengol III comte d’Urgell | Clémence x Armengol III comte d’Urgell | Clémence x Armengol III comte d’Urgell | Clémence x Armengol III comte d’Urgell | Clémence x Armengol III comte d’Urgell | Clémence x Armengol III comte d’Urgell |                                      |                                      | Ermesinde x Guillaume VII duc d’Aquitaine | Ermesinde x Guillaume VII duc d’Aquitaine | Ermesinde x Guillaume VII duc d’Aquitaine | Ermesinde x Guillaume VII duc d’Aquitaine | Ermesinde x Guillaume VII duc d’Aquitaine | Ermesinde x Guillaume VII duc d’Aquitaine |  |  |  |  |  |  |  |  |  |  |  |  |  |  |  |  |  |  |  |  |  |  |  |  |  |  |  |  |  |  |  |  |
|                                     |                                     |                                     |                                     | Ne (Sibylle ?) x Henri de Bourgogne (1035-1066)  | Ne (Sibylle ?) x Henri de Bourgogne (1035-1066)  | Ne (Sibylle ?) x Henri de Bourgogne (1035-1066)  | Ne (Sibylle ?) x Henri de Bourgogne (1035-1066)  | Ne (Sibylle ?) x Henri de Bourgogne (1035-1066)  | Ne (Sibylle ?) x Henri de Bourgogne (1035-1066)  |                                               |                                               |                                               |                                               |                                               |                                               |                                               |                                               |                                               |                                               |                            |                            |                          |                          |                                         |                                         | Étiennette x Guillaume Ier comte de Bourgogne | Étiennette x Guillaume Ier comte de Bourgogne | Étiennette x Guillaume Ier comte de Bourgogne | Étiennette x Guillaume Ier comte de Bourgogne | Étiennette x Guillaume Ier comte de Bourgogne | Étiennette x Guillaume Ier comte de Bourgogne |                   |                   | Raymond II († 1080) comte de Bigorre | Raymond II († 1080) comte de Bigorre | Raymond II († 1080) comte de Bigorre | Raymond II († 1080) comte de Bigorre | Raymond II († 1080) comte de Bigorre | Raymond II († 1080) comte de Bigorre |          |          | Clémence x Armengol III comte d’Urgell | Clémence x Armengol III comte d’Urgell | Clémence x Armengol III comte d’Urgell | Clémence x Armengol III comte d’Urgell | Clémence x Armengol III comte d’Urgell | Clémence x Armengol III comte d’Urgell |                                      |                                      | Ermesinde x Guillaume VII duc d’Aquitaine | Ermesinde x Guillaume VII duc d’Aquitaine | Ermesinde x Guillaume VII duc d’Aquitaine | Ermesinde x Guillaume VII duc d’Aquitaine | Ermesinde x Guillaume VII duc d’Aquitaine | Ermesinde x Guillaume VII duc d’Aquitaine |  |  |  |  |  |  |  |  |  |  |  |  |  |  |  |  |  |  |  |  |  |  |  |  |  |  |  |  |  |  |  |  |
|                                     |                                     |                                     |                                     |                                                  |                                                  |                                                  |                                                  |                                                  |                                                  |                                               |                                               |                                               |                                               |                                               |                                               |                                               |                                               |                                               |                                               |                            |                            |                          |                          |                                         |                                         |                                               |                                               |                                               |                                               |                                               |                                               |                   |                   |                                      |                                      |                                      |                                      |                                      |                                      |          |          |                                        |                                        |                                        |                                        |                                        |                                        |                                      |                                      |                                           |                                           |                                           |                                           |                                           |                                           |  |  |  |  |  |  |  |  |  |  |  |  |  |  |  |  |  |  |  |  |  |  |  |  |  |  |  |  |  |  |  |  |
| Henri (1066-1112) comte de Portugal | Henri (1066-1112) comte de Portugal | Henri (1066-1112) comte de Portugal | Henri (1066-1112) comte de Portugal | Henri (1066-1112) comte de Portugal              | Henri (1066-1112) comte de Portugal              |                                                  |                                                  | Eudes Ier Borrel (1058-1102) duc de Bourgogne    | Eudes Ier Borrel (1058-1102) duc de Bourgogne    | Eudes Ier Borrel (1058-1102) duc de Bourgogne | Eudes Ier Borrel (1058-1102) duc de Bourgogne | Eudes Ier Borrel (1058-1102) duc de Bourgogne | Eudes Ier Borrel (1058-1102) duc de Bourgogne |                                               |                                               | Sibylle (1065 - apr. 1103)                    | Sibylle (1065 - apr. 1103)                    | Sibylle (1065 - apr. 1103)                    | Sibylle (1065 - apr. 1103)                    | Sibylle (1065 - apr. 1103) | Sibylle (1065 - apr. 1103) |                          |                          | Raymond x Urraque Ire reine de Castille | Raymond x Urraque Ire reine de Castille | Raymond x Urraque Ire reine de Castille       | Raymond x Urraque Ire reine de Castille       | Raymond x Urraque Ire reine de Castille       | Raymond x Urraque Ire reine de Castille       |                                               |                                               | Gisèle (= Guisla) | Gisèle (= Guisla) | Gisèle (= Guisla)                    | Gisèle (= Guisla)                    | Gisèle (= Guisla)                    | Gisèle (= Guisla)                    |                                      |                                      | Clémence | Clémence | Clémence                               | Clémence                               | Clémence                               | Clémence                               |                                        |                                        |                                      |                                      | Clémence x Conrad Ier comte de Luxembourg | Clémence x Conrad Ier comte de Luxembourg | Clémence x Conrad Ier comte de Luxembourg | Clémence x Conrad Ier comte de Luxembourg | Clémence x Conrad Ier comte de Luxembourg | Clémence x Conrad Ier comte de Luxembourg |  |  |  |  |  |  |  |  |  |  |  |  |  |  |  |  |  |  |  |  |  |  |  |  |  |  |  |  |  |  |  |  |
| Henri (1066-1112) comte de Portugal | Henri (1066-1112) comte de Portugal | Henri (1066-1112) comte de Portugal | Henri (1066-1112) comte de Portugal | Henri (1066-1112) comte de Portugal              | Henri (1066-1112) comte de Portugal              |                                                  |                                                  | Eudes Ier Borrel (1058-1102) duc de Bourgogne    | Eudes Ier Borrel (1058-1102) duc de Bourgogne    | Eudes Ier Borrel (1058-1102) duc de Bourgogne | Eudes Ier Borrel (1058-1102) duc de Bourgogne | Eudes Ier Borrel (1058-1102) duc de Bourgogne | Eudes Ier Borrel (1058-1102) duc de Bourgogne |                                               |                                               | Sibylle (1065 - apr. 1103)                    | Sibylle (1065 - apr. 1103)                    | Sibylle (1065 - apr. 1103)                    | Sibylle (1065 - apr. 1103)                    | Sibylle (1065 - apr. 1103) | Sibylle (1065 - apr. 1103) |                          |                          | Raymond x Urraque Ire reine de Castille | Raymond x Urraque Ire reine de Castille | Raymond x Urraque Ire reine de Castille       | Raymond x Urraque Ire reine de Castille       | Raymond x Urraque Ire reine de Castille       | Raymond x Urraque Ire reine de Castille       |                                               |                                               | Gisèle (= Guisla) | Gisèle (= Guisla) | Gisèle (= Guisla)                    | Gisèle (= Guisla)                    | Gisèle (= Guisla)                    | Gisèle (= Guisla)                    |                                      |                                      | Clémence | Clémence | Clémence                               | Clémence                               | Clémence                               | Clémence                               |                                        |                                        |                                      |                                      | Clémence x Conrad Ier comte de Luxembourg | Clémence x Conrad Ier comte de Luxembourg | Clémence x Conrad Ier comte de Luxembourg | Clémence x Conrad Ier comte de Luxembourg | Clémence x Conrad Ier comte de Luxembourg | Clémence x Conrad Ier comte de Luxembourg |  |  |  |  |  |  |  |  |  |  |  |  |  |  |  |  |  |  |  |  |  |  |  |  |  |  |  |  |  |  |  |  |
|                                     |                                     |                                     |                                     |                                                  |                                                  |                                                  |                                                  |                                                  |                                                  |                                               |                                               | congermanus                                   |                                               |                                               |                                               |                                               |                                               |                                               |                                               |                            |                            |                          |                          |                                         |                                         |                                               |                                               |                                               |                                               |                                               |                                               |                   |                   |                                      |                                      |                                      |                                      |                                      |                                      |          |          |                                        |                                        |                                        |                                        |                                        |                                        |                                      |                                      |                                           |                                           |                                           |                                           |                                           |                                           |  |  |  |  |  |  |  |  |  |  |  |  |  |  |  |  |  |  |  |  |  |  |  |  |  |  |  |  |  |  |  |  |
|                                     |                                     |                                     |                                     |                                                  |                                                  |                                                  |                                                  |                                                  |                                                  |                                               |                                               |                                               |                                               |                                               |                                               |                                               |                                               |                                               |                                               |                            |                            |                          |                          |                                         |                                         |                                               |                                               |                                               |                                               |                                               |                                               |                   |                   |                                      |                                      |                                      |                                      |                                      |                                      |          |          |                                        |                                        |                                        |                                        |                                        |                                        |                                      |                                      |                                           |                                           |                                           |                                           |                                           |                                           |  |  |  |  |  |  |  |  |  |  |  |  |  |  |  |  |  |  |  |  |  |  |  |  |  |  |  |  |  |  |  |  |